# Cora Rónai
Cora Tausz Rónai és una periodista brasilera de l'àrea de tecnologia. Filla del traductor Paulo Rónai i de l'arquitecte i professora Nora Tausz, fou l'esposa del caricaturista Millôr Fernandes. També és coneguda per la seva defensa incondicional de Rio de Janeiro, dels animals i del medi ambient.

## Vida professional
Cora Rónai va començar la seva carrera en el periodisme a Brasília. Va treballar al Jornal de Brasília, al Correio Braziliense, i sucursals de la Folha de S. Paulo i Jornal do Brasil. El 1980 va tornar a Rio de Janeiro. El 1982 va deixar el Jornal do Brasil, al que tornaria anys després per dedicar-se a la literatura i el teatre per a nens.
Una pionera en el periodisme tecnològic, va llançar el 1987, al Jornal do Brasil, la primera columna sobre ordinadors de la premsa brasilera. Usuària d'ordinadors personals des de 1986, ja utilitzava l'estil col·loquial que va caracteritzar el seu treball, sigui en l'àmbit cultural, sigui en l'àrea de tecnologia.
Va ser la primera periodista al Brasil a crear un bloc, internETC., actiu des de 2001, i la primera a dedicar-se a la fotografia digital com a eina de comunicació. En els primers dies de Fotolog, la pàgina il·lustrada amb fotos de Rio de Janeiro i de les seves viatges, es va convertir en una de les més visitades del món.
El maig de 2006, ha consolidat la seva feina també com una pionera en l'ús de telèfons amb càmera amb el llançament del llibre Fala Foto, una selecció d'imatges preses al llarg de cinc anys amb més d'una dotzena de dispositius diferents. Algunes de les fotos del llibre van ser presentades en una exposició individual a «Mercedes Viegas Arte Contemporânea», important galeria d'art a Rio de Janeiro, un altre èxit sense precedents per a les instantànies recopilades per telèfons mòbils, sense pretensions artístiques.
El diari O Globo, on va treballar des de 1991, va crear un suplement de tecnologia «Info, etc.», que ella va dirigir fins al 2008.

## Premis
- Premi Comunique-se de Millor Periodista de Tecnologia de la Informació (2004 i 2006)[6][7]

## Llibres publicats
- «Álbum de Retratos: Walter Firmo» (2008, Mauad)
- «Caiu na Rede» (2006, Agir)
- «Fala Foto» (2006, Senac Rio)
- «Uma História de Videogame» (1993, Record) amb Rui de Oliveira
- «Há milhões de Anos Atrás» (Globo)
- «Cabeça Feita Pé Quebrado» (Globo)
- «A Princesa e a Abóbora» (Globo)
- «Sapomorfose» (Salamandra)
- «Uma ilha lá longe» (1987, Record) amb Rui de Oliveira
- «Idéias: um Livro de Entrevistas» (1986, UnB)
- «Viva, Jacaré» (1983, Nova Fronteira) amb Rui de Oliveira
- «O Barbeiro de Sevilha e as Bodas de Fígaro» (1972, Ediouro) amb Paulo Rónai